# Ashley Fisher
Ashley Fisher, né le 25 septembre 1975 à Wollongong en Nouvelle-Galles du Sud, est un joueur de tennis australien, professionnel depuis 1998.

## Palmarès

### Titres en double messieurs
| No | Date       | Nom et lieu du tournoi                         | Catégorie   | Dotation  | Surface      | Partenaire     | Finalistes                | Score             |          |
| -- | ---------- | ---------------------------------------------- | ----------- | --------- | ------------ | -------------- | ------------------------- | ----------------- | -------- |
| 1  | 14-07-2003 | Priority Telecom Dutch Open Tennis Amersfoort  | Int' Series | 355 000 $ | Terre (ext.) | Devin Bowen    | Chris Haggard André Sá    | 6-0, 6-4          | Parcours |
| 2  | 02-10-2006 | AIG Japan Open Tennis Championships Tokyo      | Series Gold | 665 000 $ | Dur (ext.)   | Tripp Phillips | Paul Goldstein Jim Thomas | 6-2, 7-5          | Parcours |
| 3  | 10-09-2007 | China Open Pékin                               | Int' Series | 475 000 $ | Dur (ext.)   | Rik De Voest   | Chris Haggard Lu Yen-hsun | 63-7, 6-0, [10-6] | Parcours |
| 4  | 14-07-2008 | Indianapolis Tennis Championships Indianapolis | Int' Series | 500 000 $ | Dur (ext.)   | Tripp Phillips | Scott Lipsky David Martin | 3-6, 6-3, [10-5]  | Parcours |

### Finales en double messieurs
| No | Date       | Nom et lieu du tournoi                         | Catégorie    | Dotation    | Surface         | Vainqueurs                             | Partenaire       | Score              |          |
| -- | ---------- | ---------------------------------------------- | ------------ | ----------- | --------------- | -------------------------------------- | ---------------- | ------------------ | -------- |
| 1  | 07-04-2003 | Grand-Prix Hassan II Casablanca                | Int' Series  | 375 000 $   | Terre (ext.)    | František Čermák Leoš Friedl           | Devin Bowen      | 6-3, 7-5           |          |
| 2  | 26-09-2005 | Vietnam Open Hô Chi Minh-Ville                 | Int' Series  | 355 000 $   | Moquette (int.) | Lars Burgsmüller Philipp Kohlschreiber | Robert Lindstedt | 53-6, 6-4, 6-2     | Parcours |
| 3  | 22-09-2008 | China Open Pékin                               | Int' Series  | 499 000 $   | Dur (ext.)      | Stephen Huss Ross Hutchins             | Bobby Reynolds   | 7-5, 6-4           | Parcours |
| 4  | 02-02-2009 | SA Tennis Open Johannesburg                    | ATP 250      | 442 500 $   | Dur (ext.)      | James Cerretani Dick Norman            | Rik De Voest     | 67-7, 6-2, [14-12] | Parcours |
| 5  | 23-03-2009 | Sony Ericsson Open Miami                       | Masters 1000 | 3 645 000 $ | Dur (ext.)      | Andy Ram Max Mirnyi                    | Stephen Huss     | 64-7, 6-2, [10-7]  | Parcours |
| 6  | 04-05-2009 | BMW Open by FWU AG Munich                      | ATP 250      | 398 250 €   | Terre (ext.)    | Jan Hernych Ivo Minář                  | Jordan Kerr      | 6-4, 6-4           | Parcours |
| 7  | 20-07-2009 | Indianapolis Tennis Championships Indianapolis | ATP 250      | 450 000 $   | Dur (ext.)      | Ernests Gulbis Dmitri Toursounov       | Jordan Kerr      | 6-4, 3-6, [11-9]   | Parcours |

## Parcours enGrand Chelem

### En simple
Aucun

### En double
| Année | Open d'Australie                 | Open d'Australie                     | Roland-Garros              | Roland-Garros                    | Wimbledon                         | Wimbledon                       | US Open                    | US Open                           |
| ----- | -------------------------------- | ------------------------------------ | -------------------------- | -------------------------------- | --------------------------------- | ------------------------------- | -------------------------- | --------------------------------- |
| 2000  | 1er tour Steven Randjelovic      | Jiří Novák David Rikl                | -                          | -                                | -                                 | -                               | -                          | -                                 |
| 2001  | 1er tour Tim Crichton            | David Adams Martín García            | 1er tour Tim Crichton      | Tomás Carbonell Albert Portas    | 1er tour Devin Bowen              | Mark Knowles Brian MacPhie      | -                          | -                                 |
| 2002  | 3e tour Devin Bowen              | Martin Damm David Prinosil           | 1er tour Devin Bowen       | Mark Knowles Daniel Nestor       | 1er tour Devin Bowen              | Jonas Björkman Todd Woodbridge  | 1er tour Mark Merklein     | Jiří Novák Radek Štěpánek         |
| 2003  | 3e tour Devin Bowen              | Donald Johnson Jared Palmer          | 2e tour Devin Bowen        | František Čermák Leoš Friedl     | 3e tour Devin Bowen               | Gastón Etlis Martín Rodríguez   | 1er tour Devin Bowen       | Todd Perry Olivier Rochus         |
| 2004  | 1er tour Devin Bowen             | Mahesh Bhupathi Max Mirnyi           | 1er tour Dmitri Toursounov | Mark Knowles Daniel Nestor       | Quart de finale Nikolay Davydenko | Jonas Björkman Todd Woodbridge  | 2e tour Nikolay Davydenko  | Jared Palmer Pavel Vízner         |
| 2005  | 3e tour Travis Parrott           | Tomáš Berdych Andrei Pavel           | 1er tour Chris Haggard     | Mark Merklein Vincent Spadea     | 2e tour Chris Haggard             | Jonas Björkman Max Mirnyi       | 1er tour Rick Leach        | Simon Aspelin Todd Perry          |
| 2006  | Quart de finale Justin Gimelstob | Mariusz Fyrstenberg Marcin Matkowski | 1er tour Jordan Kerr       | James Auckland Andy Murray       | 3e tour Bobby Reynolds            | Bob Bryan Mike Bryan            | Demi-finale Tripp Phillips | Jonas Björkman Max Mirnyi         |
| 2007  | 2e tour Tripp Phillips           | Jordan Kerr David Škoch              | 1er tour Tripp Phillips    | Leoš Friedl Oliver Marach        | 1er tour Tripp Phillips           | Michael Berrer Michael Kohlmann | 1er tour Bobby Reynolds    | Jonathan Erlich Andy Ram          |
| 2011  | 1er tour Jordan Kerr             | Ivan Dodig J. Nieminen               | 3e tour Stephen Huss       | Daniele Bracciali Potito Starace | -                                 | -                               | 1er tour Stephen Huss      | Martin Emmrich Andreas Siljeström |
| 2012  | -                                | -                                    | 1er tour M. Matosevic      | Scott Lipsky Rajeev Ram          | 1er tour Jordan Kerr              | Ivan Dodig Marcelo Melo         | 1er tour Jordan Kerr       | Jürgen Melzer Philipp Petzschner  |

Sous le résultat, le partenaire ; à droite, l'ultime équipe adverse.

### En double mixte
| Année | Open d'Australie | Open d'Australie | Internationaux de France | Internationaux de France | Wimbledon                       | Wimbledon                    | US Open                            | US Open                            |
| ----- | ---------------- | ---------------- | ------------------------ | ------------------------ | ------------------------------- | ---------------------------- | ---------------------------------- | ---------------------------------- |
| 2007  |                  |                  |                          |                          | 1er tour (1/32) Bryanne Stewart | Jelena Kostanić Jeff Coetzee | 1er tour (1/16) Martina Müller     | Ashley Harkleroad Justin Gimelstob |
| 2009  |                  |                  |                          |                          | 1er tour (1/32) Abigail Spears  | Katie O'Brien Ken Skupski    | 1er tour (1/16) Akgul Amanmuradova | Sania Mirza Daniel Nestor          |
| 2011  |                  |                  |                          |                          | 2e tour (1/16) Natalie Grandin  | Chan Yung-jan Daniel Nestor  | -                                  | -                                  |
| 2012  | -                | -                | -                        | -                        | 2e tour (1/16) Mona Barthel     | Elena Vesnina Leander Paes   | -                                  | -                                  |

Sous le résultat, la partenaire ; à droite, l’ultime équipe adverse.